# شهر و رؤیا
شهر و رؤیا (انگلیسی: Shehar Aur Sapna) یک فیلم هندی به کارگردانی خواجه احمد عباس و محصول سال ۱۹۶۳ است.